# Товма Мецопеци
То́вма Мецопеци́ (1378, село Аги (провинция Арчеш) — 15 мая 1446, село Акори (провинция Масяцотн) — армянский историк, педагог, культурно-общественный деятель.

## Биография
Родился в знатной семье Степаноса и Шамши. Получил прозвище Мецопеци за долголетнюю деятельность в селе Мецоп провинции Каджберуник. Начальное образование получил с 1386 года в Мецопском монастыре у Ованеса Мецопеци. В 1393—1401 годах учился в духовной семинарии Харабастского монастыря у Саргиса Апракунци и Вардана Огоцванеци. С 1406 года продолжил образование в университете Татева у Григора Татеваци. Вскоре получил духовный сан вардапета (архимандрита) с правом вести преподавание. В 1410 году из Айрарата переселился в Мецоп, церковную жизнь которого руководил более 30 лет. Из-за неблагоприятных политических условии в течение этого времени в 1436 уехал в Багеш, в 1437 — в Муш. В период его духовного предводительства в Мецопском монастыре бурно процветает наука, культура и образование.
Участвовал в Эчмиадзинском синоде 1441 года. Умер во время проповеди.

## Труды
Автор ряда трудов исторического и педагогического содержания. Наиболее известен из них «История Тимура и его преемников» написанный в 1430—1440 годах. Труд описывает события 1386—1440 годов, и посвящено войнам и нашествиям Тамерлана, Шахруха и правителей Кара-Коюнлу, а также политической истории народов Закавказья. Труд является важным источником об эпохе Тамерлана в Армении и Ближнем Востоке.
Автор исторического труда «Хроника», учебника армянского языка.